# Barry Mason
John Barry Mason (Wigan, 12 juli 1935 - 16 april 2021) was een Brits songwriter.

## Carrière
Mason bracht zijn kindertijd door in Blackpool en uitte al vroeg de wens om zanger of acteur te worden. Na het vervullen van zijn militaire dienstplicht woonde hij drie jaar in Hollywood, zonder daar een toneelcarrière te kunnen opbouwen. Terug in het Verenigd Koninkrijk kreeg hij een verbintenis bij het Royal Court Theatre en een kleine rol in de film Saturday Night and Sunday Morning, waarin hij de hit What Do You Want? van Adam Faith zong. Na een korte periode, waarin hij zich als manager profileerde in het popgebeuren, richtte hij zich op het schrijven van songs.
Vanaf 1965 werkte hij met verschillende componisten samen, waaronder Les Reed, met wie hij de song Here It Comes Again voor de Britse band The Fortunes schreef en daarmee zijn eerste succes binnen haalde. Oorspronkelijk overwegend verantwoordelijk voor het lyrische deel van de songs, was Mason later ook betrokken bij de composities.
Zijn songs werden opgenomen door fameuze artiesten als Tom Jones, P. J. Proby, David Essex, The Drifters, Rod Stewart, The Dave Clark Five, Petula Clark, Perry Como, Elvis Presley, Engelbert Humperdinck, Charles Aznavour, Tony Christie en Barbra Streisand.
Tijdens de jaren 1970 verminderde het succes van zijn songs, waardoor hij zich ging concentreren op het schrijven van toneelstukken. Met Reed schreef hij in 1972 de song Marching On Together (Leeds! Leeds! Leeds!), het clublied van de Britse voetbalclub Leeds United.
Aangezien hij zelf een goede stem had, bewees hij al in 1967 met de hitsingle Rowbottom Square, waarmee hij ook optrad in het Duitse popprogramma Beat Club. Met de Duitse opname Wenn du mal einsam bist scoorde Chris Roberts in 1968 zijn eerste hit (#15). In 1976 volgde de single Don't let me know / Waiting in the wings en in 2011 de cd In my lovers eyes.
De British Songwriters Association benoemde hem tot de 79e succesvolste songwriter uit de Britse hitgeschiedenis, nadat van zijn songs meer dan 50 miljoen geluidsdragers zijn worden verkocht.  Tot 1998 kreeg hij vijf Ivor Novello Awards.

## Overlijden
Barry Mason overleed in april 2021 op 85-jarige leeftijd.

## Discografie
- 1964: Don't Turn Around (The Merseybeats)
- 1965: Here It Comes Again (The Fortunes)
- 1966: I Love Her (Paul & Barry Ryan)
- 1966: Have Pity On The Boy (Paul & Barry Ryan)
- 1967: The Last Waltz (Engelbert Humperdinck)
- 1967: I Pretend (Des O'Connor)
- 1967: I'm Coming Home (Tom Jones)
- 1967: Rowbottom Square (Barry Mason)
- 1968: Everybody Knows (The Dave Clark Five)
- 1968: Delilah (Tom Jones)
- 1968: Winter World Of Love (Engelbert Humperdinck)
- 1968: Love Me Tonight (Tom Jones)
- 1968: Kiss Me Goodbye (Petula Clark)
- 1968: An Olympic Record (The Barron Knights)
- 1968: A Man Without Love (Engelbert Humperdinck)
- 1968: When We Were Young (Solomon King)
- 1968: La Derniere Valse (Mireille Mathieu)
- 1968: It's Your Day Today (P.J.Proby)
- 1968: Sometimes (Mireille Mathieu)
- 1969: Bluer Than Blue (Rolf Harris)
- 1969: Les Bicyclettes de Belsize (Engelbert Humperdink)
- 1969: Love Is All (Malcolm Roberts)
- 1970: Love Grows (Where My Rosemary Goes) (Edison Lighthouse)
- 1972: Leeds! Leeds! Leeds! (Leeds United)
- 1974: Still so in love with you (Freddy Breck)
- 1975: Can I Take You Home Little Girl (The Drifters)
- 1975: There Goes My First Love (The Drifters)
- 1976: You Just Might See Me Cry (Our Kid)
- 1976: Say You'll Stay Until Tomorrow (Tom Jones)
- 1976: Drive Safely Darlin' (Tony Christie)
- 1976: When Forever Has Gone (Demis Roussos)
- 1977: 24 Sycamore (Gene Pitney)
- 1987: I Can't Let Go (Marti Webb)

- Bibsys: 7032653
- Biblioteca Nacional de España: XX1024255
- Bibliothèque nationale de France: cb14119602m (data)
- Gemeinsame Normdatei: 1015336051
- International Standard Name Identifier: 0000 0001 2100 4607
- Library of Congress Control Number: no2014167752
- MusicBrainz: b17273dd-03bb-4d49-a2e0-ad01e81d32f5
- Nationale Bibliotheek van Tsjechië: js20050808013
- Nationale Bibliotheek van Israël: 987007350037905171
- Virtual International Authority File: 32649425